# Chesterton (cràter)
Chesterton és un cràter d'impacte situat prop del pol nord del planeta Mercuri de 37,23 km de diàmetre. Porta el nom de l'escriptor anglès Gilbert Keith Chesterton (1874-1936), i el seu nom va ser aprovat per la Unió Astronòmica Internacional el 2012.